# Jérémy Prévost
Pour les articles homonymes, voir Prévost.
Jérémy Prévost est un acteur français, né le 7 août 1973. 
Actif dans le doublage, il est la voix régulière de Mackenzie Crook, Enver Gjokaj, John Cho ou encore Jake Johnson.

## Biographie
Originaire de Châteauroux, Jérémy Prévost démarre le théâtre au lycée avant de déménager à Paris.
Curieux, il tente sa chance auprès des sociétés de doublage et débute par des ambiances sur une série télévisée dirigée par François Dunoyer, qui lui confiera plus tard les rôles récurrents de David Phillips (David Berman) et David Hodges (Wallace Langham) dans Les Experts.
Alors qu'il devient par la suite la voix régulière d'acteurs comme John Cho, Jake Johnson ou encore Enver Gjokaj, il reste en parallèle actif dans le théâtre.

## Théâtre
- 2009 : Le Repas des fauves d'après Vahé Katcha, mise en scène de Julien Sibre, Théâtre Michel (Paris)
- 2009 : Exercices de style de Raymond Queneau, Rueil en Scènes (Rueil-Malmaison)
- 2010 : Derniers remords avant l’oubli de Jean-Luc Lagarce, mise en scène d'Olivier Broda, Centre culturel Gérard Philipe (Varennes-Vauzelles)
- 2016 : Le Schmilblick ! de Pierre Bac, mise en scène par Luq Hamet, Théâtre Edgar (Paris)
- 2019 : Les Chiens de Pierre Notte, mise en scène d'Ève Weiss, Jette Ton Pyjama ! Production (Paris)
- 2025 : De la nécessité d'avoir un super-héros dans sa vie de lui-même et Dorothée Moreau, Théâtre La Flèche (Paris)

## Doublage
Sources : RS Doublage, Planète Jeunesse, Anime News Network et Doublage Séries Database.

### Cinéma

#### Films
- Mackenzie Crook dans (8 films) :
  - Pirates des Caraïbes : La Malédiction du Black Pearl (2003) : Ragetti
  - Pirates des Caraïbes : Le Secret du coffre maudit (2006) : Ragetti
  - Pirates des Caraïbes : Jusqu'au bout du monde (2007) : Ragetti
  - La Cité de l'ombre (2008) : Looper
  - Solomon Kane (2009) : Père Michael
  - Les Aventures de Tintin : Le Secret de La Licorne (2011) : Tom
  - Le Sang des Templiers (2011) : Marks
  - Le Dîner des vampires (2017) : Larousse

- Jake Johnson dans (5 films) : 
  - Paper Heart (2009) : Nicholas Jasenovec
  - Ceremony (2010) : Teddy
  - Sex Friends (2011) : Eli
  - La Momie (2017) : sergent Vail
  - Tag : Une règle, zéro limite (2018) : Randy Cilliano

- Justin Bartha dans :
  - Benjamin Gates et le Trésor des Templiers (2004) : Riley Poole
  - Benjamin Gates et le Livre des secrets (2007) : Riley Poole
  - White Girl (2016) : Kelly

- John Cho dans :
  - Total Recall : Mémoires programmées (2012) : McClane
  - Pendant qu'il est encore temps (en) (2022) : Max Park
  - Ghosted (2023) : Leopard

- Lee Majdoub (en) dans :
  - Sonic, le film (2020) : l'agent Rock
  - Sonic 2, le film (2022) : l'agent Rock
  - Sonic 3, le film (2024) : l'agent Rock

- Alex Ferns (en) dans :
  - Un homme en colère (2021) : John
  - The Batman (2022) : le commissaire Pete Savage
  - Godzilla x Kong : Le Nouvel Empire (2024) : Mikael

- Walton Goggins dans :
  - Cowboys et Envahisseurs (2011) : Hunt
  - Les Huit Salopards (2015) : Chris Mannix « Le Shérif »

- Burn Gorman dans : 
  - Pacific Rim (2013) : Dr Hermann Gottlieb
  - Pacific Rim: Uprising (2018) : Dr Hermann Gottlieb

- Wallace Langham dans :
  - L. B. Johnson, après Kennedy (2016) : Arthur
  - Darkest Minds : Rébellion (2018) : Dr Viceroy

- Desmin Borges (en) dans :
  - Carrie Pilby (2016) : Douglas
  - Private Life (2018) : Sam

- Armie Hammer dans :
  - Mine (2016) : Mike
  - Wounds (2019) : Will

- Louis Cancelmi (en) dans :
  - Dans les yeux de Tammy Faye (2021) : Richard Fletcher
  - Killers of the Flower Moon (2023) : Kelsie Morrison

- 1980 : Au-delà de la gloire : Griff (Mark Hamill) (2d doublage)
- 2002 : Scooby-Doo : Brad (Kristian Schmid)
- 2003 : Saints and Soldiers : Steven Gould (Alexander Polinsky)
- 2004 : Starship Troopers 2 : Billie Otter (Cy Carter)
- 2004 : D.E.B.S. : Scud (Jimmi Simpson)
- 2004 : L'Armée des morts : Bart (Michael Barry (en))
- 2006 : Fast Food Nation : Brian (Paul Dano)
- 2007 : Control : Peter Hook (Joe Anderson)
- 2007 : Redacted : Angel Salazar (Izzy Diaz)
- 2007 : La colline a des yeux 2 : David « Napoléon » Napoli (Michael McMillian)
- 2007 : Steppin' : Rich Brown (Ne-Yo)
- 2007 : Hot Fuzz : Cartwright (Rafe Spall)
- 2007 : Le Temps d'un été : Luc (Ebon Moss-Bachrach)
- 2012 : Le Hobbit : Un voyage inattendu : Tom le Troll (William Kircher)
- 2013 : Closed Circuit : Nazrul Sharma (Riz Ahmed)
- 2013 : Les Miller, une famille en herbe : Rick Nathanson (Thomas Lennon)
- 2014 : Lucy : voix additionnelle
- 2014 : The Raid 2: Berandal : Prakoso (Yayan Ruhian)
- 2015 : Pixels : l'alien Duke Nukem (voix)
- 2016 : Warcraft : Le Commencement :  le roi Llane Wrynn, souverain de Hurlevent (Dominic Cooper)
- 2016 : American Pastoral : l'agent Dolan (Mark Hildreth)
- 2016 : Jeu Trouble : Aleksandr (Enver Gjokaj)
- 2016 : Nos pires voisins 2 : Oliver Studebaker (Billy Eichner)
- 2016 : Tramps : Darren (Michal Vondel)
- 2016 : The Warrior's Gate : le magicien (Francis Ng)
- 2016 : Miss Sloane : Ross (Al Mukadam)
- 2017 : Sandy Wexler : voix additionnelles
- 2017 : D'abord, ils ont tué mon père : voix additionnelles
- 2017 : Spider-Man : Homecoming : voix additionnelles
- 2017 : Bienvenue à Suburbicon : Louis (Alex Hassell)
- 2017 : Le Rituel : Robert (Paul Reid)
- 2017 : Killing Gunther : Izzat (Amir Talai)
- 2018 : Equalizer 2 : l'agent d'Interpol (Mickey Gilmore)
- 2018 : Carnage chez les Puppets : Bumblypants (Kevin Clash) (voix)
- 2019 : Men in Black International : Bassam (Kayvan Novak)
- 2019 : In the Shadow of the Moon : Thomas Lockhart (Boyd Holbrook)
- 2019 : Ce que veulent les hommes : Kevin Myrtle (Max Greenfield)
- 2019 : Une catastrophe n'arrive jamais seule (es) : ? (?)
- 2020 : Uncut Gems : Buddy (Louis Anthony Arias)
- 2020 : The Gentlemen : Big Dave (Eddie Marsan)
- 2020 : La Voix du succès : Spencer (Deniz Akdeniz)
- 2020 : The Wolf of Snow Hollow (en) : Gary, le coroner (Daniel Fenton Anderson)
- 2021 : Free Guy : l'officier Johnny (Mike Devine)
- 2021 : False Positive : Adrian (Justin Theroux)
- 2022 : Tic et Tac, les rangers du risque : Skeletor (Alan Oppenheimer) (voix)
- 2022 : Bon vent : ? (?)
- 2022 : Amour entre adultes : Christian (Dar Salim)
- 2022 : Decision to Leave : Im Ho-shin (Park Yong-woo)
- 2022 : The Fabelmans : le premier vendeur du magasin (Carlos Javier Castillo)
- 2022 : Le Pire Voisin au monde : Beppo le clown (Julian Manjerico)
- 2023 : Creed 3 : Chris Mannix (Chris Mannix)
- 2023 : Le Pari de Chang (en) : M. O'Neil (Jim E. Chandler)
- 2023 : Quiz Lady (en) : Ron (Jason Schwartzman)
- 2023 : Un contre un : Darwish (Adel Radwan)
- 2023 : Wonka : Fickelgruber (Mathew Baynton)
- 2023 : BlackBerry : Jim Balsillie (Glenn Howerton)
- 2023 : Une femme en jeu : Terry (Pete Holmes)
- 2024 : Soixante minutes (de) : Chino (Paul Wollin (de))
- 2024 : Reposer en paix (es) : Sergio Duyán (Joaquín Furriel)
- 2024 : The Substance : Oliver (Gore Abrams)

#### Films d'animation
- 2001 : Monstres et Cie : voix additionnelles
- 2002 : L'Âge de glace : voix additionnelles
- 2003 : Sinbad : La Légende des sept mers : Li
- 2006 : Georges le petit curieux : Ivan
- 2006 : The Adventures of Brer Rabbit : Brer Rabbit
- 2006 : Le Vilain Petit Canard et moi : Stan
- 2006 : Les Rebelles de la forêt : Serge[n 1]
- 2007 : Bienvenue chez les Robinson : voix additionnelles
- 2007 : Ratatouille : Minion Ambrister
- 2007 : Les Rois de la glisse : voix additionnelles
- 2007 : Tom et Jerry casse-noisettes : Paulie
- 2008 : Chasseurs de dragons : Hector (création de voix)
- 2008 : Madagascar 2 : Bobby
- 2008 : Volt, star malgré lui : voix additionnelles
- 2008 : Niko, le petit renne : un renne de la brigade volante
- 2010 : Toy Story 3 : Vermisseau[n 2]
- 2010 : Yogi l'ours : Boo-Boo
- 2011 : Rio : Kipo
- 2011 : Les Schtroumpfs : Schtroumpf bricoleur[n 3]
- 2013 : Monstres Academy : Léon Bogue[n 4]
- 2015 : Vice-versa : voix additionnelles
- 2016 : Sausage Party : les saucisses (voix chantée)
- 2017 :  Sahara : voix additionnelles (création de voix)
- 2017 : Les Schtroumpfs et le Village perdu : Schtroumpf farceur[n 5]
- 2017 : Ferdinand : Dos
- 2018 : Cro Man : Hôpia, Treebor et Atab
- 2018 : Spider-Man: New Generation : Peter Porker / Spider-Ham[n 6]
- 2019 : Spycies : Clark
- 2020 : SamSam : Marchel 1er (création de voix)
- 2020 : Les Octonauts et les grottes de Sac Actun : Capitaine Barnacles 1er
- 2020 : Phinéas et Ferb, le film : Candice face à l'univers : Garnoz
- 2021 : Le Dragon-génie : Long
- 2021 : Pil : le héraut (création de voix)
- 2022 : Marmaduke (en) : le présentateur
- 2022 : Les Monstres du foot : Queue de cheval
- 2022 : Pinocchio : le prêtre[n 7]
- 2022 : Tom et Jerry au Far West : Clem
- 2023 : Pattie et la Colère de Poséidon : Flippant le dauphin (création de voix)
- 2023 : Spider-Man : Across the Spider-Verse : Peter Porker / Spider-Ham
- 2023 : Les As de la jungle 2 : Opération tour du monde : Coco, le Kiwi et Molosse (création de voix)
- 2023 : Le Grand Magasin : l'agent de Wooly
- 2023 : Taz : La Quête du Burger (en) : l'ami bandicoot, Sid et Sam
- 2025 : Les Schtroumpfs, le film : ?

### Télévision

#### Téléfilms
- Erik Athavale dans :
  - La Folie d'une mère : L'Histoire vraie de Debora Green (2021) : Dr Jim Sturgeon
  - La Recette secrète des cookies de Noël (2022) : Calvin Brar
  - Et Rachel créa l'homme parfait (2023) : Andrew
- 2009 : La Fille du père Noël 2 : Panique à Polaris : Skip l'elfe (Gabe Khouth)
- 2018 : Un prince à marier : Victor Chatsworth (Joseph Thompson)
- 2019 : Dans la peau de mon frère jumeau : Raymond (Cayleb Long)
- 2019 : Le Noël des héros : Luke Montgomery (William Rubio)
- 2019 : Nous deux, c'était écrit : Matt (Jacob Richter)
- 2019 : Une famille déchirée par les secrets : Ben Green (Kintaro Akiyama)
- 2019 : Coup de foudre & chocolat : Carter Daron (Aaron Craven)
- 2020 : La valse de Noël : David (Jeremy Guilbaut)
- 2021 : Le frère disparu : l'inspecteur Hasler (Ryan Francis)
- 2021 : Rendez-vous avec un tueur : Dan (Matt Wells (en))

#### Téléfilm d'animation
- 2013 : Grabouillon : Le Trésor du Capitaine Nem'os : Zazimute et le capitaine Coco

#### Séries télévisées
- Enver Gjokaj dans (11 séries) :
  - Dollhouse (2009-2010) : Victor (27 épisodes)
  - Lie to Me (2010) : le sergent Jeff Turley (saison 2, épisode 14)
  - Person of Interest (2011) : Lazlo Yogorov (saison 1, épisode 7)
  - Vegas (2013) : Tommy Stone (5 épisodes)
  - Witches of East End (2013) : Mike Archer (saison 1)
  - New York, unité spéciale (2013) : Michael Provo (saison 14, épisode 11)
  - Extant (2014) : Sean Glass (saison 1)
  - Rizzoli and Isles (2014-2015) : Jack Armstrong (saison 5)
  - The Rookie : Le Flic de Los Angeles (2019-2021) : Donovan Town (5 épisodes)
  - Marvel : Les Agents du SHIELD (2020) : Daniel Sousa (saison 7)
  - NCIS: Hawaiʻi (2021-2023) : le capitaine Joe Milius (7 épisodes)

- John Cho dans (7 séries) :
  - Flashforward (2009-2010) : l'agent spécial Demetri Noh (21 épisodes)
  - Go On (2012-2013) : Steven (22 épisodes)
  - Sleepy Hollow (2013-2014) : l'officier Andy Brooks (7 épisodes)
  - New Girl (2016) : Daniel (saison 5, épisode 3)
  - L'Exorciste (2017) : Andrew « Andy » Kim (saison 2)
  - Cowboy Bebop (2021) : Spike Spiegel (10 épisodes)
  - The Afterparty (2023) : Ulysse (saison 2)

- Aaron Craven dans (5 séries) :
  - The L Word (2006-2008) : Kevin Mador (4 épisodes)
  - Continuum (2012) : Fred Nettinger (saison 1, épisode 8)
  - Castle (2013) : Henry Collins (saison 6, épisode 6)
  - Conscience Morale (2015) : Pete Lee (5 épisodes)
  - Les Voyageurs du temps (2016-2018) : Ken (3 épisodes)

- David Berman dans (4 séries) : 
  - Les Experts (2000-2015) : David Philips (288 épisodes)
  - Vanished (2006) : l'agent Edward Dockery (7 épisodes)
  - Drop Dead Diva (2009-2014) : Hank Spencer (5 épisodes)
  - Blacklist (2019-2020) : Dr Ogden Maguire (5 épisodes)

- Wallace Langham dans (4 séries) :
  - Les Experts (2003-2015) : David Hodges (247 épisodes)
  - Médium (2005) : Alan (saison 1, épisodes 2 et 10)
  - The Resident (2020) : John Copple (saison 3, épisode 14)
  - Mom (2020-2021) : Jerry (3 épisodes)

- Carter MacIntyre (en) dans (4 séries) :
  - Undercovers (2010-2012) : Leo Nash (11 épisodes)
  - Private Practice (2012) : Nick Calhoun (saison 6)
  - Drop Dead Diva (2012-2013) : Luke Daniels (14 épisodes)
  - Le Maître du Haut Château (2019) : Russ Gilmore (saison 4)

- Jason Schwartzman dans (4 séries) :
  - Wet Hot American Summer: First Day of Camp (2015) : Greg (mini-série)
  - Wet Hot American Summer: Ten Years Later (2017) : Greg (mini-série)
  - Medical Police (2020) : le Goldfinch (4 épisodes)
  - The Righteous Gemstones (2022) : Thaniel Block (saison 2)

- Evan Jones dans :
  - Dr House (2006) : Bill (saison 5, épisode 9)
  - October Road, un nouveau départ (2007-2008) : David « Ikey » Eichorn (19 épisodes)
  - Esprits criminels (2012) : Chris Stratton (saison 7, épisodes 23 et 24)

- James Kyson Lee dans :
  - Heroes (2006-2010) : Ando Masahashi (61 épisodes)
  - Hawaii 5-0 (2011) : Sean Leung (saison 1, épisode 20)
  - NCIS : Los Angeles (2016) : James Kang (saison 7, épisode 20)

- Todd Grinnell dans :
  - Desperate Housewives (2008-2011) : Dr Alex Cominis (6 épisodes)
  - Lie to Me (2010) : Trevor Addison (saison 2, épisode 17)
  - With Love (en) (2021-2023) : Dr Miles Murphy (10 épisodes)

- Amir Talai dans :
  - Don't Trust the B---- in Apartment 23 (2013) : Mitchell (saison 2, épisode 10)
  - Le Prince de Peoria (en) (2019) : le professeur Limpus (épisode 15)
  - High Potential (2025) : Mark Wilson (saison 1, épisode 10)

- Eric Ladin (en) dans :
  - Boardwalk Empire (2013) : J. Edgar Hoover (saison 4)
  - L'Étoffe des héros (2020) : Christopher « Chris » Kraft (8 épisodes)
  - Ozark (2022) : Kerry Stone (saison 4)

- Lee Majdoub (en) dans :
  - Arrow (2014) : Gholem Qadir (saison 2, épisode 16)
  - Toi, moi et elle (2019-2020) : Nathan (11 épisodes)
  - Les 100 (2019-2020) : Nelson (10 épisodes)

- Jake Johnson dans :
  - Inoubliable Ollie (en) (2022) : le père de Billy (mini-série)
  - Roar (2022) : Greg (épisode 4)
  - Minx (2022-2023) : Doug (18 épisodes)

- Valente Rodriguez (en) dans :
  - Une famille du tonnerre (2002-2003) : Ernie Cardenas (saisons 1 et 2)
  - Arrête Papa, tu me fais honte ! (2021) : Manny (7 épisodes)

- Ernest Waddell (en) dans :
  - New York, unité spéciale (2003-2012) : Ken Randall (1re voix, saisons 5 à 13)
  - Les Frères Scott (2006-2008) : Derek Sommers (6 épisodes)

- Jamie Davis dans : 
  - Femmes de footballeurs (2004-2005) : Harley Lawson (16 épisodes)
  - Hex : La Malédiction (2004-2005) : Leon Tyler (17 épisodes)

- Kevin Connolly dans :
  - Entourage (2004-2011) : Eric Murphy (96 épisodes)
  - Friends with Better Lives (2014) : Bobby Lutz (14 épisodes)

- Michael Lombardi (en) dans :
  - Rescue Me : Les Héros du 11 septembre (2004-2011) : Mike Silletti (93 épisodes)
  - The Deuce (2017) : Eddie (saison 1, épisodes 1 et 8)

- Ephraim Ellis (en) dans :
  - Falcon Beach (2006-2007) : Danny Ellis (26 épisodes)
  - Les Enquêtes de Murdoch (2011) : Patrick « Paddy » Glenn (saison 4)

- Aaron Stanford dans :
  - Traveler : Ennemis d'État (2007) : Will Traveler (8 épisodes)
  - Fear the Walking Dead (2018) : Jim Brauer (saison 4)

- Armie Hammer dans :
  - Gossip Girl (2009) : Gabriel Edwards (saison 2)
  - Le Diable et moi (2009) : Morgan (5 épisodes)

- Mark Hildreth (en) dans :
  - V (2009-2011) : Joshua (17 épisodes)
  - Rizzoli and Isles (2012) : Tom MacGregor Sr. (saison 3, épisode 5)

- Michael B. Jordan dans : 
  - Friday Night Lights (2009-2011) : Vince Howard (26 épisodes)
  - Comment élever un super-héros (2019-2022) : Mark Warren (4 épisodes)

- Max Adler dans :
  - Glee (2009-2015) : Dave Karofsky (29 épisodes)
  - Switched (2014-2017) : Miles « Tank » Conroy (21 épisodes)

- Warren Brown dans :
  - Luther (2010-2015) : Justin Ripley (16 épisodes)
  - Inside Men (2012) : Marcus (mini-série)

- Mathew Baynton dans :
  - Spy, mon père ce héros (2011-2012) : Chris (16 épisodes)
  - The Wrong Mans (2013-2014) : Sam (10 épisodes)

- Yani Gellman dans :
  - Pretty Little Liars (2011-2012) : l'officier Garrett Reynolds (23 épisodes)
  - 90210 Beverly Hills : Nouvelle Génération (2012) : Diego Flores (saison 4)

- Adam Pally dans :
  - The Mindy Project (2013-2017) : Dr Peter Prentice (44 épisodes)
  - Making History (2017) : Dan Chambers (9 épisodes)

- Ron Yuan (en) dans :
  - Sons of Anarchy (2014) : Ryu Tom (saison 7)
  - Siren (2018) : Aldon Decker (saison 1)

- Richard Cabral dans :
  - American Crime (2015-2017) : Hector Tonz / Sebastian de la Torre / Isaac Castillo (21 épisodes)
  - Mayans M.C. (2018-2022) : Johnny « El Coco » Cruz (35 épisodes)

- Steve Windolf dans :
  - Berlin 56 (2016) : Rudi Hauer (mini-série)
  - Deutsch-les-Landes (2018) : Andreas (7 épisodes)

- Izzy Diaz dans :
  - Raven (2017) : M. Alvarez (saison 1, épisode 12)
  - La Résidence (2025) : Eddie Gomez (mini-série)

- Lowrey Brown dans :
  - The Gifted (2018-2019) : Kyle (saison 2)
  - Vers les étoiles (2022) : Franklin, jeune (4 épisodes)

- Jake Choi (en) dans :
  - Single Parents (en) (2018-2020) : Miggy Park (45 épisodes)
  - American Horror Stories (2021) : Stan (saison 1, épisode 5)

- Stephen Campbell Moore dans :
  - Traitors (2019) : Phillip Jarvis (épisodes 1 et 3)
  - The One (2021) : Damien Brown (mini-série)

- Eugene Cordero (en) dans :
  - Loki (2021-2023) : Casey / Hunter K-5E (9 épisodes)
  - Espion à l'ancienne (2024) : Joel Piñero
- 1999-2004 : Les Feux de l'amour : Cody Dixon (Brody Hutzler) (87 épisodes)
- 2001-2003 : Des jours et des vies : Harold (Ryan Scott) (83 épisodes)
- 2001-2004 : Star Trek: Enterprise : Silik (John Fleck) (7 épisodes)
- 2002-2003 : Mes plus belles années : Kenny Keegan (Kevin Sheridan) (9 épisodes)
- 2002-2003 : Femmes de footballeurs : Salvatore Biagi (Daniel Schutzmann (en)) (16 épisodes)
- 2003 : Bambaloo (en) : Loustic [Qui ?] et Jake (Andre Eikmeier) (voix)
- 2003-2004 : La Famille en folie : Keith Hudson (J. Mack Slaughter Jr. (en)) (4 épisodes)
- 2003-2007[7] : According to Jim : Tim Devlin (Tim Bagley) (4 épisodes)
- 2005 : Surface : Dr Krishna Singh (Shishir Kurup (en)) (5 épisodes)
- 2005-2007 : Prouve-le ! : Joe Challands
- 2006 : Saved : Harper Sims (Michael McMillian) (13 épisodes)
- 2006-2007 : The Unit : Commando d'élite : Jeremy Erhart (Daniel Wisler (en)) (6 épisodes)
- 2007 : Amour, Gloire et Beauté : Constantine Parros (Constantine Maroulis) (31 épisodes)
- 2009-2017 : Bones : Arastoo Vaziri (Pej Vahdat) (31 épisodes)
- 2011 : La Gifle : Andrew Petrious (Steve Mouzakis (en)) (mini-série)
- 2011 : Body of Proof : Chris Quinn (Brandon Keener) (saison 2, épisode 8)
- 2011-2012 : Unforgettable : Roe Saunders (Kevin Rankin) (22 épisodes)
- 2012 : Spartacus : Seppius (Tom Hobbs) (saison 2)
- 2013-2017 : Broadchurch : Mark Latimer (Andrew Buchan) (24 épisodes)
- 2015 : The Royals : Ashok (Manpreet Bachu) (6 épisodes)
- 2015-2016 : The Grinder : Stewart Sanderson (Fred Savage) (22 épisodes)
- 2015-2017 : Jordskott : Tom Aronsson (Richard Forsgren (sv)) (18 épisodes)
- 2016 : Retribution (en) : Jay (Chris Fulton (en)) (mini-série)
- 2016-2017 : Shades of Blue : David Saperstein (Santino Fontana) (9 épisodes)
- 2016-2019 : Preacher : Cassidy (Joe Gilgun) (43 épisodes)
- 2016-2020 : Westworld : Lee Sizemore (Simon Quarterman) (15 épisodes)
- 2016-2021 : Chesapeake Shores : Trace Riley (Jesse Metcalfe) (37 épisodes)
- 2017 : Incorporated : Goran (Tahmoh Penikett) (4 épisodes)
- 2017-2022 : La Fabuleuse Madame Maisel : Lew Fogelman (Michael Nathanson (en)) (saison 1, épisode 6) et Buzz Goldberg (Brandon Uranowitz (en)) (4 épisodes)
- 2018 : DC Titans : Thomas « Tommy » Carson (Jeff Roop) (saison 1, épisode 10)
- 2018 : Tell Me a Story : l'inspecteur Herrera (Elliot Villar) (saison 1, épisodes 6 et 7)
- 2018-2019 : En famille : Pere Perelló (Francesc Ferrer) (12 épisodes)
- 2018-2020 : Diablero : Isaac dit « l'Indien » (Humberto Busto) (10 épisodes)
- 2018-2023 : Barry : Antonio Manuel (Alejandro Furth) (16 épisodes)
- 2019 : Marie-Thérèse d'Autriche : Charles Alexandre de Lorraine (Borek Joura) (mini-série)
- 2019 : The Boys : « Translucide » (Alex Hassell) (saison 1)
- 2019 : Hanna : Dieter (Benno Fürmann) (4 épisodes)
- 2019 : Proven Innocent (en) : Noah Weiss (Adam Busch) (4 épisodes)
- 2019 : The Bay : Sean Meredith (Jonas Armstrong) (saison 1)
- 2019 : Les Périls de l'amour : Gildardo (Alejandro Aguilar (es)) (10 épisodes)
- 2019-2020 : Babylon Berlin : Tristan Rot (Sabin Tambrea) (12 épisodes)
- 2019-2021 : Hierro : Braulio (Maykol Hernández) (14 épisodes)
- 2020 : Bloodride : Leon (Bjørnar Teigen (no)) (épisode 1)
- 2020 : The Undoing : Robert Connaver (Jeremy Shamos) (mini-série)
- 2020 : Les Wedding Planners (en) : Stephen (Yanic Truesdale) (5 épisodes)
- 2020 : What We Do in the Shadows : Topher Delmonico (Haley Joel Osment) (saison 2, épisode 1)
- 2020 : Le Noël de trop (de) : Bastian Kollinger (Luke Mockridge (de)) (mini-série)
- 2020 : The Luminaries (en) : Charlie Frost (Byron Coll) (mini-série)
- 2020 : Rig 45 : Kevin (Andrei Alén (fi)) (6 épisodes)
- 2020 : Harry Bosch : Ray Thacker (Mitchell Fink) (saison 6)
- 2020 : Homeland : Jalal Haqqani (Elham Ehsas) (saison 8)
- depuis 2020 : The Flight Attendant : Max Park (Deniz Akdeniz)
- 2021 : L'Improbable Assassin d'Olof Palme : Lennart Granström (mini-série)
- 2021 : FBI: International : Kobey Farcz (Adam Boncz) (saison 1, épisode 8)
- 2021 : You : Cary (Travis Van Winkle) (saison 3)
- 2021 : La République de Sarah : Luís Vidal (Salvatore Antonio (en)) (4 épisodes)
- 2021 : Clickbait : Simon Oxley (Daniel Henshall) (mini-série)
- 2021 : The Silent Sea : Lee Gi-su (Choi Young-woo) (8 épisodes)
- 2021 : Toujours là pour toi : Travis (Brandon Jay McLaren) (6 épisodes)
- 2021 : Turner et Hooch (en) : Dixon Hart (Bryce Hodgson) (épisodes 10 et 12)
- 2021 : Debris : Niels (Byron Noble) (épisodes 9 et 10)
- 2021 : Chicago Fire : Dave Diggins (Nick LaMedica) (saison 9, épisode 9)
- 2021 : American Crime Story : Matt Drudge (Billy Eichner) (saison 3)
- 2021-2022 : Batwoman : Victor Zsasz (Alex Morf) (saison 2, épisode 3 et saison 3, épisode 11)
- 2021-2022 : The Club : Selim Songür (Salih Bademci (tr)) (10 épisodes)
- 2021-2023 : Gossip Girl : Jordan Glassberg (Adam Chanler-Berat (en)) (12 épisodes)
- 2021-2023 : Docteure Doogie (en) : Dr Lee Doogie (Ronny Chieng) (17 épisodes)
- depuis 2021 : Ghosts : Fantômes à la maison : Pete (Richie Moriarty)
- 2022 : Yakamoz S-245 : Altan (Ersin Arıcı)
- 2022 : Clark : Janne Olsson (Christoffer Nordenrot (sv)) (mini-série)
- 2022 : WeCrashed : Miguel McKelvey (Kyle Marvin) (mini-série)
- 2022 : The Kids in the Hall : rôles divers (Bruce McCulloch)
- 2022 : The Offer : Gino (James Madio) (mini-série)
- 2022 : American Horror Story : Patrick Read (Russell Tovey) (saison 11)
- 2022 : La Nuit où Laurier Gaudreault s'est réveillé : ? (?) (mini-série)
- 2022-2023 : George and Tammy : Earl « Peanutt » Montgomery (Walton Goggins) (mini-série)
- 2022-2023 : Julia (en) : Albert Duhamel (Jefferson Mays (en))
- 2022-2023[n 8] : Gannibal : Osamu Kano (Yoshihiro Yashiba (en))
- 2023 : 1923 : Charles Hardin (Colin Moss (en)) (saison 1, épisode 3)
- 2023 : Mort ou vif Joaquín Murrieta : Casey (Emiliano Zurita (es))
- 2023 : Voyage au centre de la Terre (es) : Claudio (Santiago Alonso (es))
- 2023 : Bupkis (en) : J. J. Abrams (J. J. Abrams) (épisode 6)
- 2023 : Le Continental : D'après l'Univers de John Wick : Lemmy (Adam Shapiro) (mini-série)
- 2023 : Power Rangers : Cosmic Fury : Mick Kanic (Kelson Henderson)
- 2023 : Chargés à bloc : Ehren (Tobias Jelinek) (3 épisodes)
- 2023 : Bosch: Legacy : David Foster (Patrick Brennan (en)) (saison 2)
- 2024 : Parasyte: The Grey : le révérend Kwon [Qui ?]
- 2024 : Fallout : ? (?)
- 2024 : Dead Boy Detectives : Kingham (Max Jenkins (en))
- 2024 : Les Morceaux de notre vie (pt) : Ricardo Santos (André Dale)
- 2024 : Citadel : Honey Bunny : Vivek (Shashank Vyas (en))
- 2024 : Whiskey on the Rocks : le major Per-Arne Henriksson (Philip Hughes) (mini-série)
- 2025 : Paradise : Mike Garcia (Eddie Diaz)
- 2025 : L'Éternaute : ? (?) (mini-série)
- 2025 : Adults : Randy (Sergio Di Zio)
- 2025 : Carmen Curlers : Axel Byvang (Morten Hee Andersen)
- 2025 : Tracker : Pete (Richard de Klerk (en)) (saison 2, épisode 11)

#### Séries d'animation
- 1999-2004 : Les Supers Nanas : Fierabra
- 2002-2003 : Nom de Code: Kids Next Door : Numéro 2 (1re voix, saison 1)
- 2003-2006 : Baby Looney Tunes : Bébé Daffy Duck et Elmer Fudd
- 2005-2006 : Inis Cool : Boff
- 2006-2008 : Kuzco, un empereur à l'école : Guaka
- 2006-2009 : Tom et Jerry Tales : voix additionnelles
- 2006-2016 : Grabouillon et Les Grandes Vacances de Grabouillon : Zazimute (création de voix)
- 2007 : Sammy et Scooby en folie : Sammy
- 2010 : Le Monde de Pahé : Cyrano et Jimmy (création de voix)
- 2010-2012 : Digimon Fusion : Shoutmon
- 2010-2013 : Sherlock Yack : Chihuahua (création de voix)
- 2010-2014 : Les Octonauts : le capitaine Barnacles
- 2011-2012 : The Cleveland Show : Cleveland Junior et Rallo
- 2011-2013 : Tous en slip ! : Howie
- depuis 2011 : Les As de la jungle : Ernest et Vladimir (création de voix)
- 2012-2015 : Monstre et Robot (en) : Robot
- 2012-2021 : Les Mystérieuses Cités d'or : Sancho et Pedro (création de voix)
- 2014-2016 : Breadwinners : SwaySway
- depuis 2014 : Jamie a des tentacules : le lieutenant Contact et M. Walsh (le père de Nerdy) (création de voix)
- 2015 : Les Grandes Grandes Vacances : M. Tissier (création de voix)
- 2015 : Objectif Blake ! : Léonard (création de voix)
- 2015-2017 : Mes parrains sont magiques : le docteur Rip
- 2015-2019 : Ours pour un et un pour t'ours : Grizz
- 2016-2022 : Lastman : Milo Zotis (création de voix)
- depuis 2016 : Pirata et Capitano : Roberto (création de voix)
- 2017 : Ariol : M. Ribéra (création de voix - 2e voix, saison 2)
- 2017 : La Bande à Picsou : Gontran Bonheur
- 2017-2018 : Magic : Grégor (2e voix, saison 2) et voix additionnelles (saison 2) (création de voix)
- 2017-2019 : Paprika : Magma / Papa Paprika (création de voix)
- 2017-2024 : Wakfu : Adamaï (2e voix, saisons 3 et 4), Renate, le premier soldat Sadida (saison 4, épisode 13) (création de voix)
- 2018 : Oscar et Malika, toujours en retard : voix additionnelles (création de voix)
- 2018-2019 : Le Monde selon Kev : Stan et Thierry (le père de Kev) (création de voix)
- 2018-2020 : Our Cartoon President (en) : Justin Trudeau
- 2019 : Scooby-Doo et Compagnie : Steve Urkel (épisode Y a-t-il un pilote dans l'Urkel-bot ?)
- 2019 : Mr. Magoo : Monsieur Chat (création de voix)
- 2019[n 9] : Demon Slayer: Kimetsu no Yaiba : Yushirō
- 2019 : Arthur et les enfants de la table ronde : ? (création de voix)
- 2019-2020 : Les Pérégrinations d'Archibald (en) : Finly
- depuis 2019 : Boy Girl etc. : Mouse et Papy (création de voix)
- 2020 : Transformers : La Trilogie de la guerre pour Cybertron : Red Alert, Shockwave
- 2020 : De Gaulle à la plage : Philippe De Gaulle (création de voix)
- 2020 : Grosha & Mr. B : Mr. B (création de voix)
- 2020 : Chien Pourri : Jean-Roger, Gégé et Bernard (création de voix)
- 2020 : The Liberator : le sergent Samuel Coldfoot et le capitaine Bull Lauder
- 2021 : Aquaman, roi de l'Atlantide : Vulko
- 2021 : Zouk : Salulega (le père de Zouk) (création de voix)
- 2021 : L'Agence galactique : Dany Oven (création de voix)
- depuis 2021 : Les Schtroumpfs : le Schtroumpf coquet, le Schtroumpf paysan et le Schtroumpf Bêta (création de voix)
- depuis 2021 : Idéfix et les Irréductibles : Arquebus, Goudurix et voix additionnelles (création de voix)
- depuis 2021 : Jellystone! : Pappy Toutou, Capitaine Caverne, Pierre Popotame, El Kabong, Bidule, Lippy le lion
- 2022 : Le Cuphead Show ! : le Diable
- 2022 : Orient - Samurai Quest : Shirō Inukai
- 2022 : Battle Kitty : Orc
- 2022 : Dead End : Le Parc du paranormal : Harmony, Hox et Saul Guttman
- 2022 : L'Incroyable Yellow Yeti : Chrome
- 2022 : Zootopie+ (en) : Flash et M. Big jeune (mini-série)
- 2022-2023 : Mystery Lane : Mercure, Lloyd, Hermès et Salty (création de voix)
- depuis 2022 : Hamster et Gretel : Rodney Thunderpants, Dr Jean Guille, l'alien, le fermier, l'Imposteur
- depuis 2022 : Batwheels : le Pingouin
- 2023 : Maniac par Junji Itō : Anthologie Macabre : Shigoro et Shōgo
- 2023 : Edens Zero : Mora
- 2023 : Le Pavillon des hommes : Sutezo
- 2023 : Strange Planet (en) : Entité âgé
- 2023 : SamSam : Marchel 1er, Kasspif et Racaille (création de voix, saison 3)
- 2023 : Tobie Lolness : ? (création de voix)
- depuis 2023 : Tiny Toons Looniversité : Hamton
- depuis 2023 : Oshi no ko : Sumiaki Raida
- 2024 : Good Times : voix additionnelles
- 2024 : Kaiju no 8 : Soshiro Hoshina
- 2024 : Re:Zero − Re:vivre dans un autre monde à partir de zéro : Regulus Corneas (saison 3)
- 2024 : Monstres et Cie : Au travail : Léon Bogue[n 4] (saison 2)
- 2025 : Devil May Cry (en) : Vergil
- 2025 : Astérix et Obélix : Le Combat des chefs : Idéfix et Dimilliondeclix (création de voix)

### Jeux vidéo
- 2007 : Anno 1701 : La Malédiction du dragon : Finn Hallqvist
- 2007 : Crash of the Titans : Tiny Tiger
- 2010 : Assassin's Creed Brotherhood : voix additionnelles
- 2011 : Dragon Age II : Fenris
- 2011-2016 : Skylanders : Wrecking Ball / Dr Krankcase / Blaster-Tron / Shrednaught
- 2012 : Halo 4 : Dalton
- 2013 : Army of Two : Le Cartel du Diable : Alpha
- 2013 : DmC: Devil May Cry : Vergil
- 2013 : Disney Infinity : Ragetti / Léon Bogue
- 2014 : Hearthstone : Anduin Wrynn
- 2015 : Heroes of the Storm : Anduin Wrynn
- 2015 : Fallout 4 : voix additionnelles
- 2015 : Assassin's Creed Syndicate : Jack l'Eventreur : voix additionnelles
- 2016 : Lego Star Wars : Le Réveil de la Force : un villageois et un autre personnage (niveau 1 de Jakku)
- 2016 : Watch Dogs 2 : Jimmy Siska
- 2017 : Wolfenstein II: The New Colossus : ?
- 2017 : Resident evil Biohazard : Lucas Baker
- 2017 : Assassin's Creed Origins : voix additionnelles
- 2018 : Assassin's Creed Odyssey : Telemenès
- 2018 : Just Cause 4 : Tiago (Solis D'aujourd'hui)
- 2018 : World of Warcraft : Anduin Wrynn
- 2019 : Crash Team Racing: Nitro-Fueled : Nitros Oxide, N. Trance et Geary
- 2019 : The Sinking City : Graham Carpenter
- 2019 : Star Wars Jedi: Fallen Order : Sorc Tormo
- 2019 : Astérix & Obélix XXL 3 : Le Menhir de cristal : Pneumatix et Marcus Sacapus
- 2020 : Final Fantasy VII Remake : Réno
- 2020 : Legends of Runeterra : Éclairelame de Navori
- 2020 : Crash Bandicoot 4: It's About Time : Nitros Oxide
- 2020 : Watch Dogs: Legion : Richard Malik et voix additionnelles
- 2020 : Assassin's Creed Valhalla : Gowan le barde
- 2020 : Immortals Fenyx Rising : Hermès
- 2021 : New World : divers personnages
- 2022 : Mario + The Lapins Crétins: Sparks of Hope : Alkementor
- 2023 : Bob l'éponge : The Cosmic Shake : Gary, le narrateur et enfants
- 2023 : Starfield : ?
- 2023 : Cyberpunk 2077 : Phantom Liberty : voix additionnelles
- 2023 : Super Mario Bros. Wonder : Fleur Cancan
- 2023 : Call of Duty: Modern Warfare III : le deuxième présentateur du JT
- 2023 : Les Schtroumpfs 2 : Le Prisonnier de la Pierre verte : Schtroumpf bêta
- 2024 : Prince of Persia: The Lost Crown : Alkara
- 2024 : Skull and Bones : ?
- 2024 : Final Fantasy VII Rebirth : Reno

## Chansons
- Générique de Grosha & Mr. B (avec Martial Le Minoux)